# Nagroda Beton
Nagroda Beton ufundowana w 1977 przez Szwajcarskie Stowarzyszenie Przemysłu Cementowego (niem. Verband der Schweizerischen Cementindustrie, fr. l’Association suisse de l’industrie du ciment), jest przyznawana co cztery lata dla uhonorowania architektów, którzy realizują na terenie Szwajcarii obiekty z zastosowaniem awangardowych, wzorcowych rozwiązań wykorzystujących beton lub produkty z betonu.
Nagrodzie w wysokości 50 tys. franków towarzyszy ceremonia wmurowania w wyróżnionym obiekcie tablicy "Prix Beton .." z rokiem jej przyznania oraz publikacja katalogu.

## Laureaci Nagrody Beton
Beton 77
- Pierre Zoelly, Zollikon i Georges-Jacques Haefeli, La Chaux-de-Fonds - Muzeum Zegarów, La Chaux-de-Fonds

Beton 81
- Claude Paillard, Zurych - Szkoła Inżynierska Kantonu Vaud, Yverdon-les-Bains

Beton 85
- ass architectes sa, Le Lignon - ILC Budynek mieszkalno-komercyjny, Genewa
- Mario Botta, Lugano - Dom jednorodzinny Morbio Superiore
- Luigi Snozzi, Locarno - Sala gimnastyczna, Monte Carasso

Beton 89
- Atelier 5, Berno - Rozbudowa seminarium nauczycielskiego, Thun
- Aurelio Galfetti, Bellinzona - Restauracja zamku Castelgrande, Bellinzona
- Herzog & de Meuron, Bazylea - Dom aukcyjny, Therwil

Beton 93
- Ernst Gisel, Zurych - Budynek Uniwersytetu, Zurych
- Luigi Snozzi, Locarno - Dom jednorodzinny Bernasconi, Carona

Beton 97
- Livio Vacchini, Locarno - Sala wielofunkcyjna, Losone
- Peter Märkli, Zurych - Muzeum La Congiunta, Giornico
- Michael Alder i Roland Naegelin, Bazylea - Stadion Rankhof, Bazylea

Beton 01
- Miller & Maranta, Bazylea - Szkoła-Volta, Bazylea
- nunatak architectes, Fully - Więzienie prewencyjne, Sion
- Valerio Olgiati, Zurych - Szkoła podstawowa, Paspels

Beton 05
- Christian Kerez, Zurych - Budynek mieszkalny Forsterstrasse, Zurych

Beton 13
- Raphael Zuber, Chur - Dom szkolny Grono, Szwajcaria